# 안드레이 로마넨코
안드레이 알렉세예비치 로마넨코(러시아어: Андрей Алексеевич Романенко, Andrei Alekseevich Romanenko, 1906~1979.12.10)는 소련의 군인으로, 1945년 해방 후 평양 소련군정에서 소장 계급으로 민정 사령관을 지냈다.

## 소련 군정 당시 역할

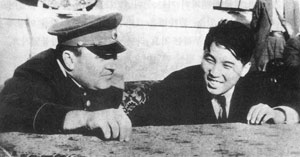
1945년 12월 로마넨코 소련군(蘇聯軍) 민정사령관(民政司令官)을 찾아가 북조선공산당 북부조선분국 제3차 확대집행위원회 소집문제를 협의하고 있는 김일성(金日成) (『秘錄·조선민주주의인민공화국』에서).

북한에 진주한 소련군사령부는 민정업무 수행에 곤란을 겪는데, 군부대를 지휘하는 고유업무에 바쁜데다 민정업무를 다룰만한 경험과 지식을 소유한 전문가들이 별로 없었기 때문이다. 25군 사령관 이반 치스차코프는 경험있는 전문가들로 전담기구를 설치할 필요가 있다고 키릴 메레츠코프에게 건의했고, 1945년 11월 말 소련군 사령관 예하에 50명의 장교단을 통솔하는 민정담당 부사령관 직제가 도입되었다. 민정담당 부사령관에 35군 군사평의회 위원을 역임한 안드레이 로마넨코(РоманенкоА.А.) 소장이 임명되었다. 로마넨코 아래에는 정치 행정부, 산업부, 재정부, 상업조달부, 농림부, 보건부, 사법검찰부, 경찰통제지도부가 조직되었다. 민정담당 부사령관 기구는 1947년 5월까지 존속했으며, 이후 소련국방상의 명령에 의해 주북한소련민정청으로 개편되었다.
스티코프의 직속부하였던 로마넨코가 책임진 민정관리부의 직원들은 모두 군인들로 채워졌으며, 북조선임시인민위원회 설립 이후에도 소련군 민정관리부는 북한을 관리했고, 관리부의 국(局)마다 인민위원회에 명령을 내렸다. 당시의 북한 통치 업무는 "스탈린을 수반으로하는 소련최고사령부 → 보로실로프의 연해주군관구 사령부 → 평양의 제25군 → 소련 민정관리부 → 김일성을 수반으로하는 북조선임시인민위원회"의 명령 계통으로 진행되었다. 김일성이 1946년 2월 8일 임시인민위원장이 된 직후인 1946년 3월 5일 단행된 북한의 토지개혁 등 중요한 사안은 소련 민정관리부에서 결정, 실행하였다.
로마넨코는 1947년 가을 북한을 떠났다.